# Bremen Next
Bremen Next – niemiecka stacja radiowa należąca do publicznego nadawcy Radio Bremen i pełniąca w jego portfolio rolę rozgłośni dla młodzieży. Kanał został uruchomiony w 2010 roku jako stacja internetowa pod nazwą Bremen Vier Next, stanowiąca uzupełnienie dla głównej anteny Bremen Vier. W grudniu 2012 stacja rozpoczęła nadawanie naziemne, choć wyłącznie w przekazie cyfrowym. Od lutego 2013 nosi aktualną nazwę, pozbawioną już odniesień do siostrzanej anteny. 